# Kontinuum (Album)
Kontinuum ist das 36. Album von Klaus Schulze. Es wurde im Jahre 2007 veröffentlicht. Unter Einschluss vorher veröffentlichter Multi-Box-Sets könnte es auch als sein 97. Album betrachtet werden.

## Titelliste
- Geschrieben von Klaus Schulze

1. Sequenzer (From 70 to 07) – 27:15
2. Euro Caravan – 25:34
3. Thor (Thunder) – 21:11